# Paraneoplastisches Syndrom
Als paraneoplastisches Syndrom oder Paraneoplasie (von altgriechisch παρά para ‚neben‘ und Neoplasie ‚Neubildung‘) werden verschiedene Symptome bezeichnet, die im Rahmen einer Krebserkrankung (Neoplasie) auftreten können, aber nicht infolge lokaler Raumforderung oder Gewebszerstörung durch den Tumor oder dessen Metastasen entstehen.
Die klinischen Bilder paraneoplastischer Syndrome sind vielfältig. Neben allgemeinen Symptomen wie Abmagerung (Tumorkachexie), Körperüberwärmung (Hyperthermie) oder Blutgerinnungsneigung (Thrombose) können spezielle Funktionsstörungen unterschiedlicher Organe auftreten. Sie können Folge einer durch den Krebs verursachten Immunreaktion des Körpers sein, oder werden durch Botenstoffe wie Zytokine und Hormone verursacht, die das Tumorgewebe bildet und freisetzt.
Organsysteme, deren Tumoren häufiger zu paraneoplastischen Syndromen führen, sind die endokrinen Drüsen (endokrinologische Paraneoplasie), das Nervensystem (neurologische Paraneoplasie), die Haut (kutane Paraneoplasie), die Gelenke, das blutbildende System und das Gerinnungssystem. Krebserkrankungen, bei denen häufiger ein paraneoplastisches Syndrom auftritt, sind beispielsweise kleinzelliges Bronchialkarzinom, Brustkrebs, Krebserkrankungen der weiblichen Geschlechtsorgane oder Blutkrebs. Einige Paraneoplasien zeigen ein klinisches Bild, das praktisch nur bei bösartigen Tumorvarianten, Malignomen, beobachtet wird, und geben daher Anlass für eine sofortige Tumorsuche.

## Geschichte
Der Ausdruck paraneoplastisch wurde erstmals von Guichard und Vignon 1949 verwendet, um multiple Nervenausfälle bei einer Patientin mit Zervixkarzinom zu beschreiben.

## Allgemeine paraneoplastische Symptome
- B-Symptomatik (Fieber, Nachtschweiß, Gewichtsverlust von mehr als 10 % in sechs Monaten)
- Fatigue
- Appetitlosigkeit
- Tumorkachexie
- Hyperthermie
- Störungen des Geschmackempfindens
- Anämie
- Leukozytose
- Thrombose

## Spezielle Paraneoplasien
Spezielle Paraneoplasien werden verursacht durch die Produktion von hormonähnlichen Substanzen durch das Tumorgewebe oder immunologische Mechanismen. Spezielle paraneoplastische Syndrome treten bei 2 bis 15 % der Karzinom-Patienten auf, am häufigsten beim kleinzelligen Bronchialkarzinom (bis 40 %).

### Endokrinologische paraneoplastische Syndrome
Die Produktion eines Hormons oder von Hormonvorstufen durch Tumorgewebe simuliert das Vorliegen einer endokrinologischen Erkrankung. Die genauen Ursachen sind noch unbekannt.

#### Beispiele für endokrinologische Paraneoplasien
- PTH (Bronchialkarzinom) (häufigste endokrinologische Paraneoplasie)
- ACTH (Bronchialkarzinom, Leberzellkarzinom, Nierenkarzinom). Dies kann zu einem Cushing-Syndrom führen.
- ADH (kleinzelliges Bronchialkarzinom, Pankreaskarzinom, Prostatakarzinom)
- TSH (Bronchialkarzinom, Hodenkarzinom, Chorionkarzinom)
- Insulin (Leberzellkarzinom, Pankreaskarzinom, Magenkarzinom, Insulinom)
- Erythropoetin (Bronchialkarzinom, Uteruskarzinom, Hämangioblastom)
- Kalzitonin (Bronchialkarzinom, medulläres Schilddrüsenkarzinom, Mammakarzinom)
- Serotonin (Karzinoid, Ovarialkarzinom, Bronchialkarzinom)

### Antikörper-vermittelte Paraneoplasien
Antikörper-vermittelte Paraneoplasien entstehen, wenn das Immunsystem Antikörper gegen den Tumor produziert, diese Antikörper aber gleichzeitig auch gesundes Gewebe angreifen (Kreuzreaktivität). Wird der Tumor entfernt, stoppt dies die Immunreaktion nicht zwangsläufig, und die weiterhin produzierten Antikörper können auch nach der Tumorresektion gesundes Gewebe schädigen. Allerdings ist die Prognose von Patienten mit antikörperassoziierten paraneoplastischen Syndromen in vielen Fällen besser als die Prognose von Patienten ohne Antikörper gegen das Tumorgewebe, weil die Antikörper zwar einen eigenen Krankheitswert entwickeln, gleichzeitig aber dazu beitragen, den Tumor zu bekämpfen. Zur Begrenzung antikörpervermittelter paraneoplastischer Syndrome und der damit verbundenen Symptome wird derzeit mit  immunsuppressiven Therapien experimentiert.

#### Beispiele für antikörpervermittelte Paraneoplasien
Blut
- Aplastische Anämie
- Hemmkörper-Hämophilie (Gerinnungsstörung)
- Phlebitis migrans

Haut / Muskeln
- Dermatomyositis
- Paraneoplastischer Pemphigus
- Subakute nekrotisierende Myopathie

Gastrointestinal-Trakt
- Zollinger-Ellison-Syndrom

Gehirn / Nervensystem
- Limbische Enzephalitis
- Lambert-Eaton-Syndrom
- Myasthenie
- Subakute zerebelläre Degeneration
- Opsoklonus-Myoklonus-Syndrom
- Rhombenzephalitis
- Paraneoplastische Myelitis (Entzündung des Rückenmarks)
- Stiff-Man-Syndrom
- Subakute sensible Polyneuropathie (Denny-Brown-Syndrom)
- Autonome Neuropathie
- Neuromyotonie (Isaacs-Syndrom)
- Anti-NMDA-Rezeptor-Enzephalitis
- Paraneoplastische Kleinhirnatrophie (bei kleinzelligem Bronchialkarzinom, Mamma-Ca., Ovarial-Ca., Lymphomen)

Augen
- Paraneoplastische Retinopathie (Cancer-associated-retinopathy-Syndrom, CAR)

### Weitere Paraneoplasien
Die Haut kann unter anderem durch Hyperpigmentierung, Hyperkeratose, Hypertrichose, Acanthosis nigricans, Erythema gyratum oder Bullöses Pemphigoid sowie Hypertrichose wie beim Herzberg-Potjan-Gebauer-Syndrom, das Herz durch „nichtbakterielle thrombotische Endokarditis“, das Gefäßsystem durch wiederholte Thrombosen (beim Pankreaskarzinom) und die Niere durch Glomerulonephritis betroffen sein. Am Skelett ist die Hypertrophe Osteoarthropathie häufig paraneoplastischer Natur.

## Behandlung
Die Therapie der paraneoplastischen Syndrome besteht vor allem in der Behandlung des zugrundeliegenden Tumorleidens. Es können auch, wenn keine ausreichend rasche antitumorale Therapiemöglichkeit besteht, zusätzliche oder alternative, die Symptome lindernde Behandlungsformen eingesetzt werden.
Meist verschwinden die Symptome nach der Entfernung des Tumors, wobei es auch Fälle gibt, bei denen die Antikörperaktivität anschließend noch besteht. Die Symptome von antikörperbedingten Paraneoplasien können durch medikamentöse und Immunsuppressionstherapien behandelt werden. Trotzdem ist jede Paraneoplasie individuell und benötigt dementsprechend eine spezifisch angepasste Behandlung.